# Pancearevo, Sofia-capitala
Pancearevo (în bulgară Панчарево) este un sat în comuna Stolicina, regiunea Sofia-capitala,  Bulgaria. 

## Demografie
Componența etnică a satului Pancearevo
     Romi (1,16%)
     Turci (1,16%)
     Bulgari (89,51%)
     Nicio identificare (7,57%)
     Altele (0,58%)
La recensământul din 2011, populația satului Pancearevo era de 3.433 locuitori. Din punct de vedere etnic, majoritatea locuitorilor (89,51%) erau bulgari, existând și minorități de romi (1,16%) și turci (1,16%). Pentru 7,57% din locuitori nu este cunoscută apartenența etnică.